# Vitek
Vitek (Quercus alba) är ett träd tillhörande släktet ekar och familjen bokväxter. Carl von Linné gav den dess latinska namn. Arten har ej påträffats i Sverige. Inga underarter finns listade.
Viteken blir mellan 18 och 45 meter hög. Dess bark är blekgrå. Bladen är ljust gröna och glänsande. På hösten blir bladen vinröda.
Arten förekommer i östra USA från floden Missouri och från östra Texas österut samt i sydöstra Kanada. Den hittas i Florida bara i delstatens norra del. Vitek växer i låglandet och i bergstrakter upp till 1370 meter över havet. Den föredrar regioner med lera som grund men den hittas även på annan mark.
Ekollon från denna art äts av mer än 180 olika fåglar och däggdjur. Regionens hjortdjur äter unga kvistar och löv.

## Bildgalleri

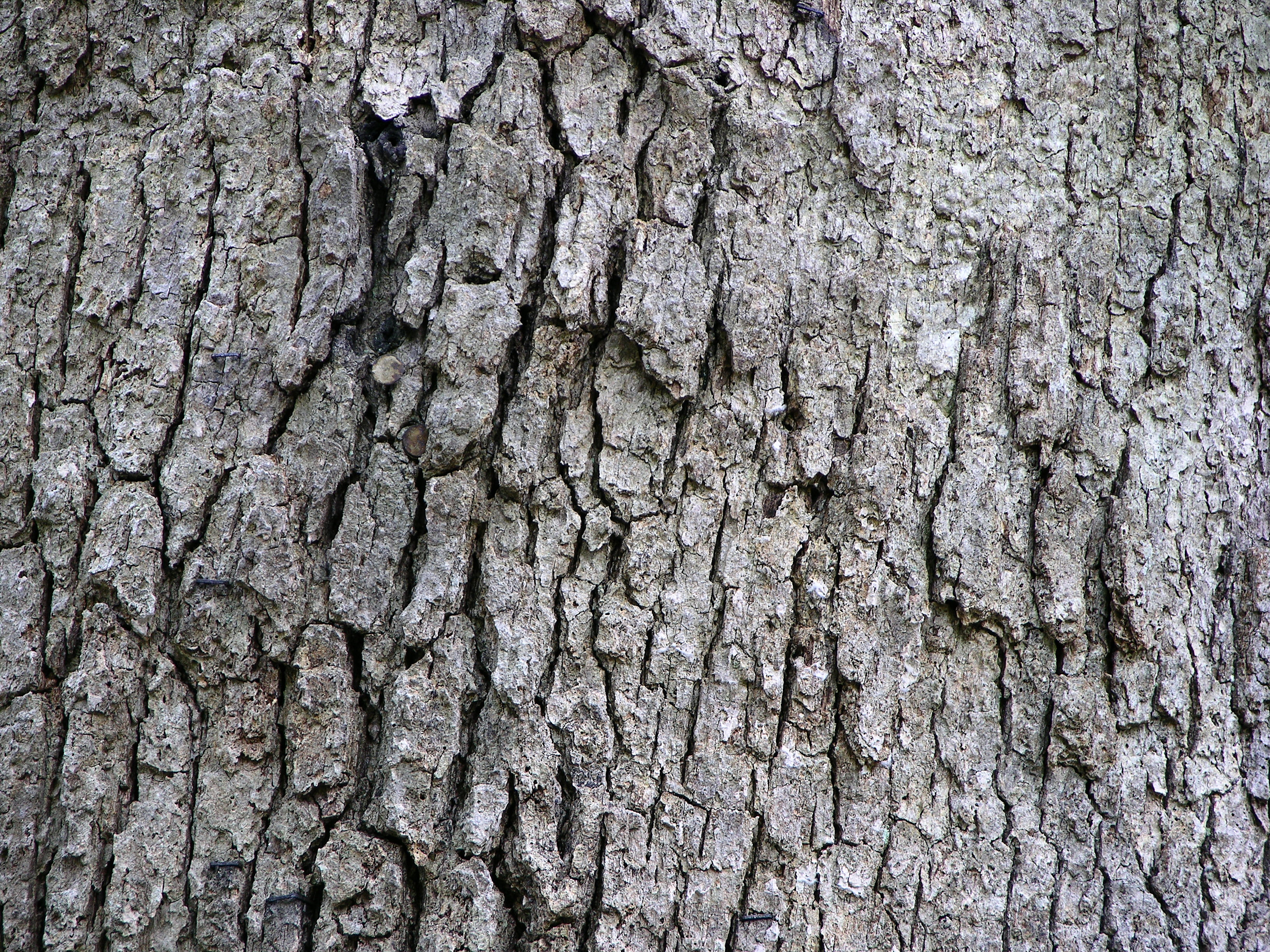
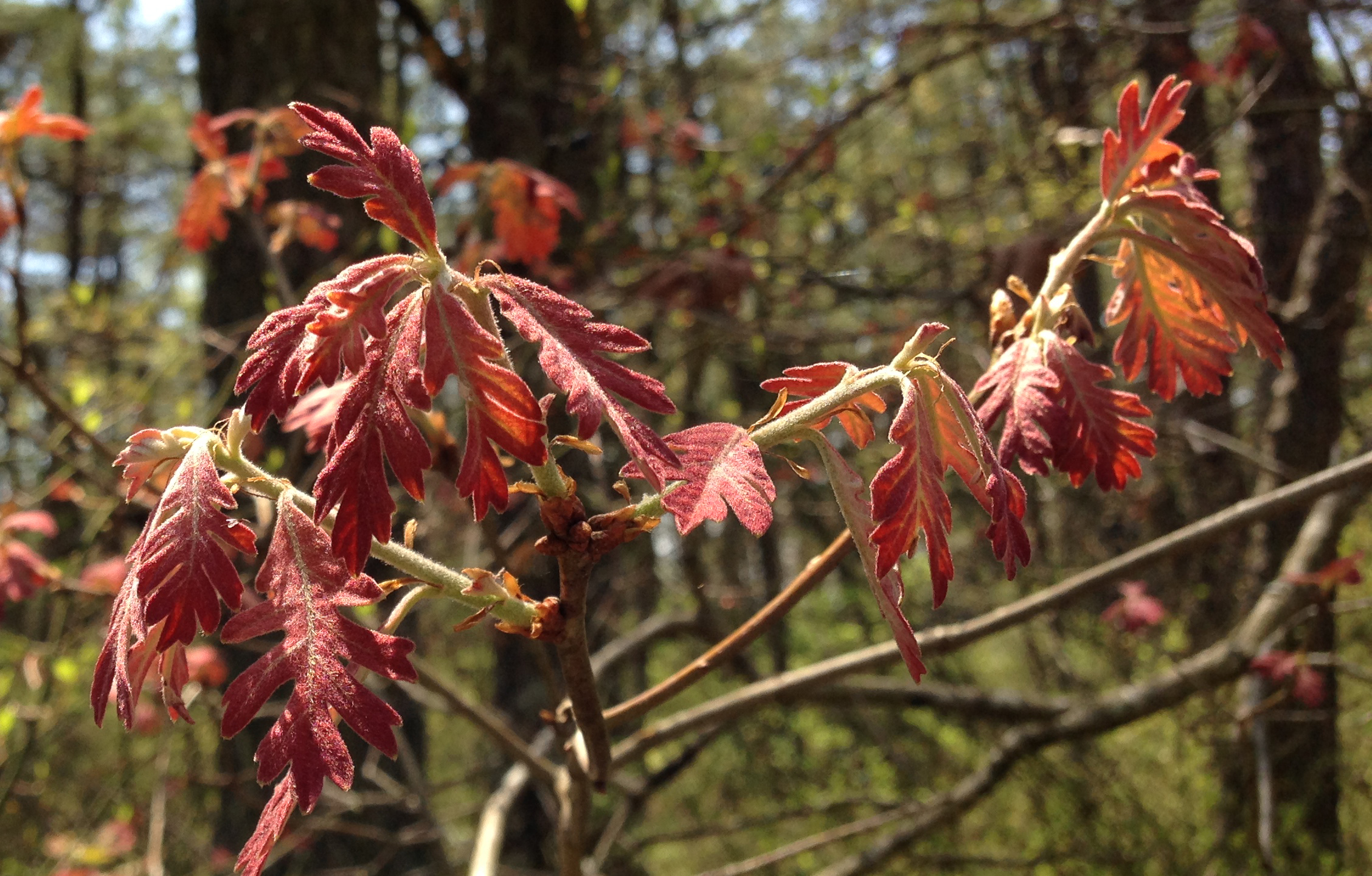
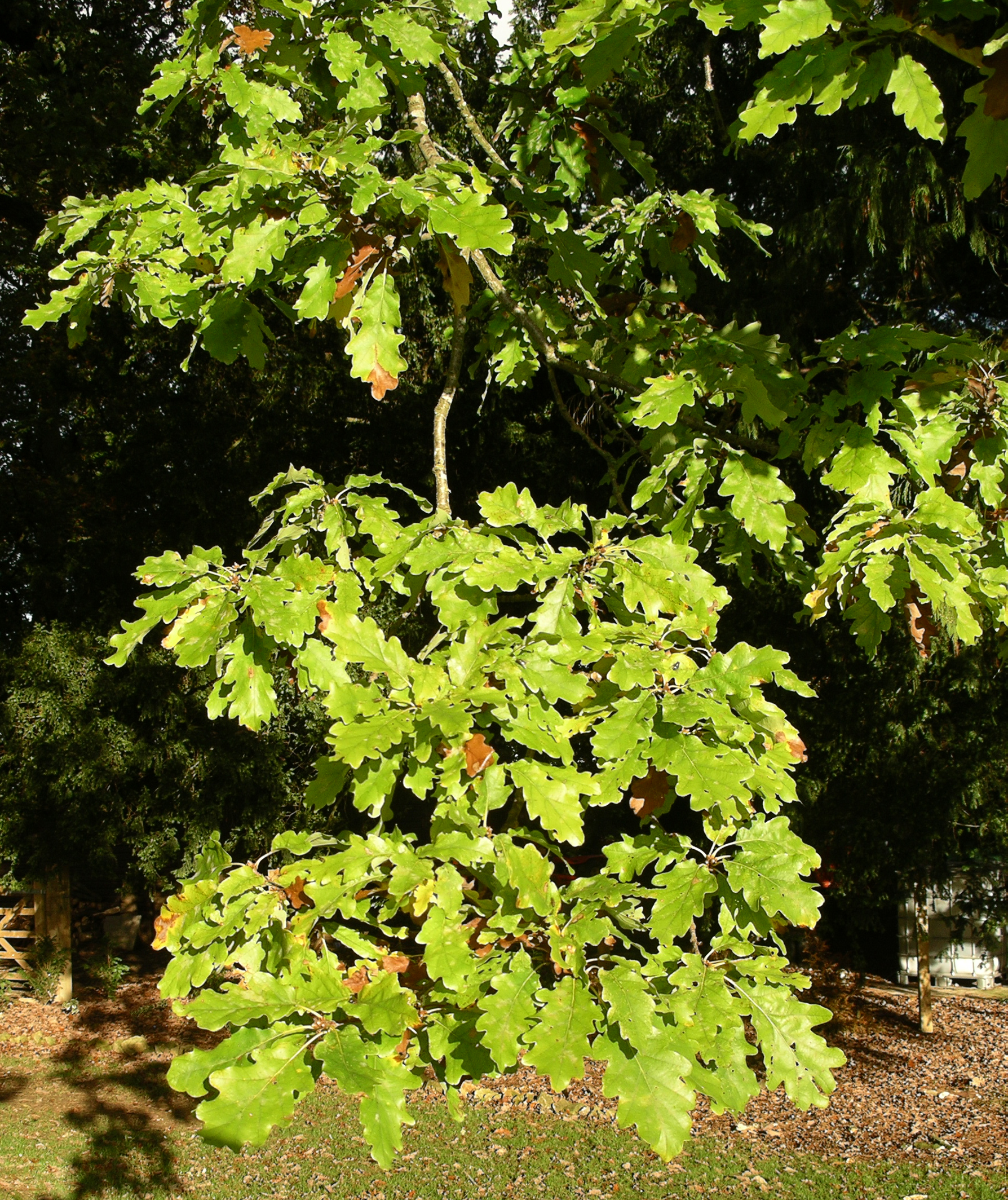
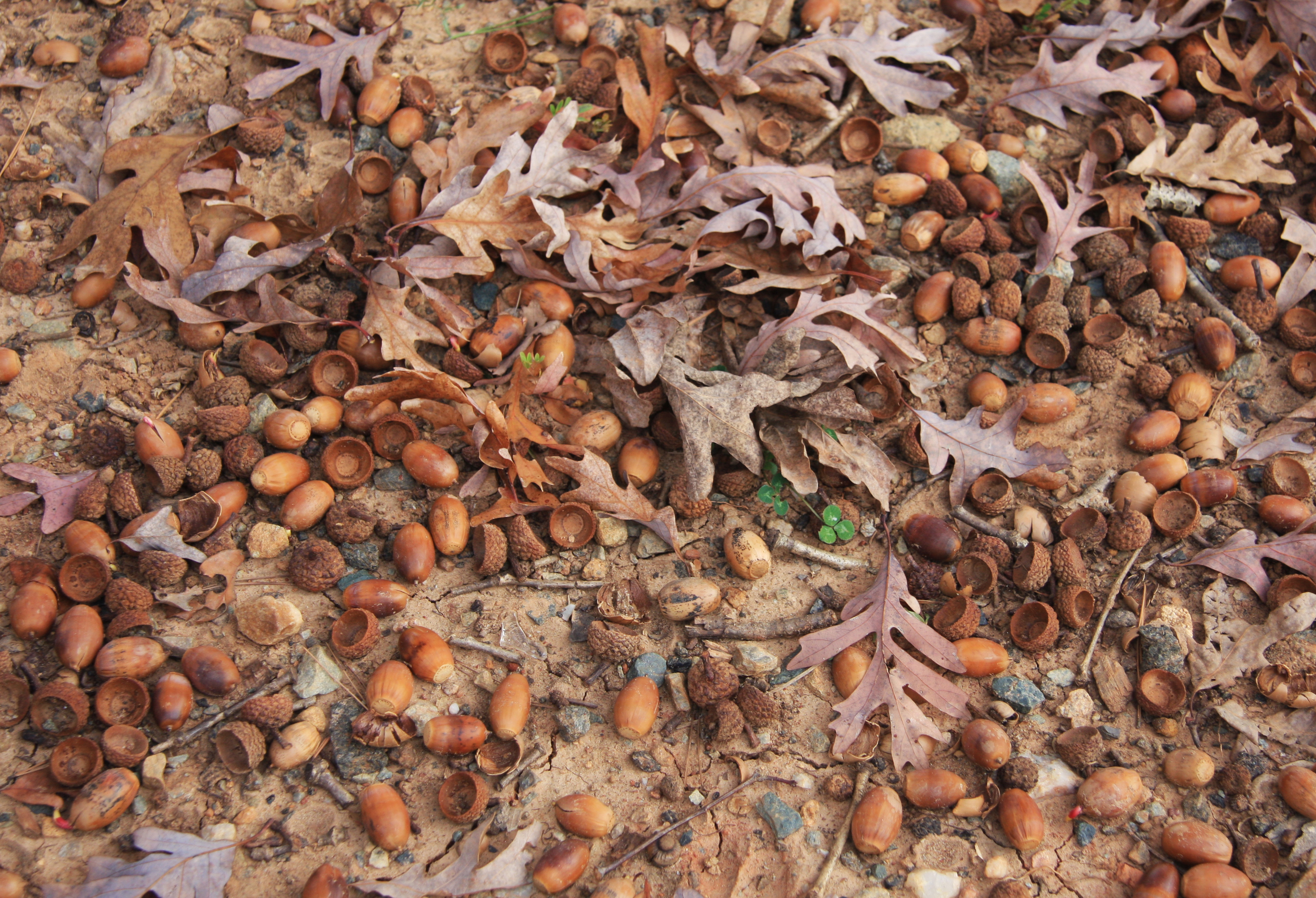
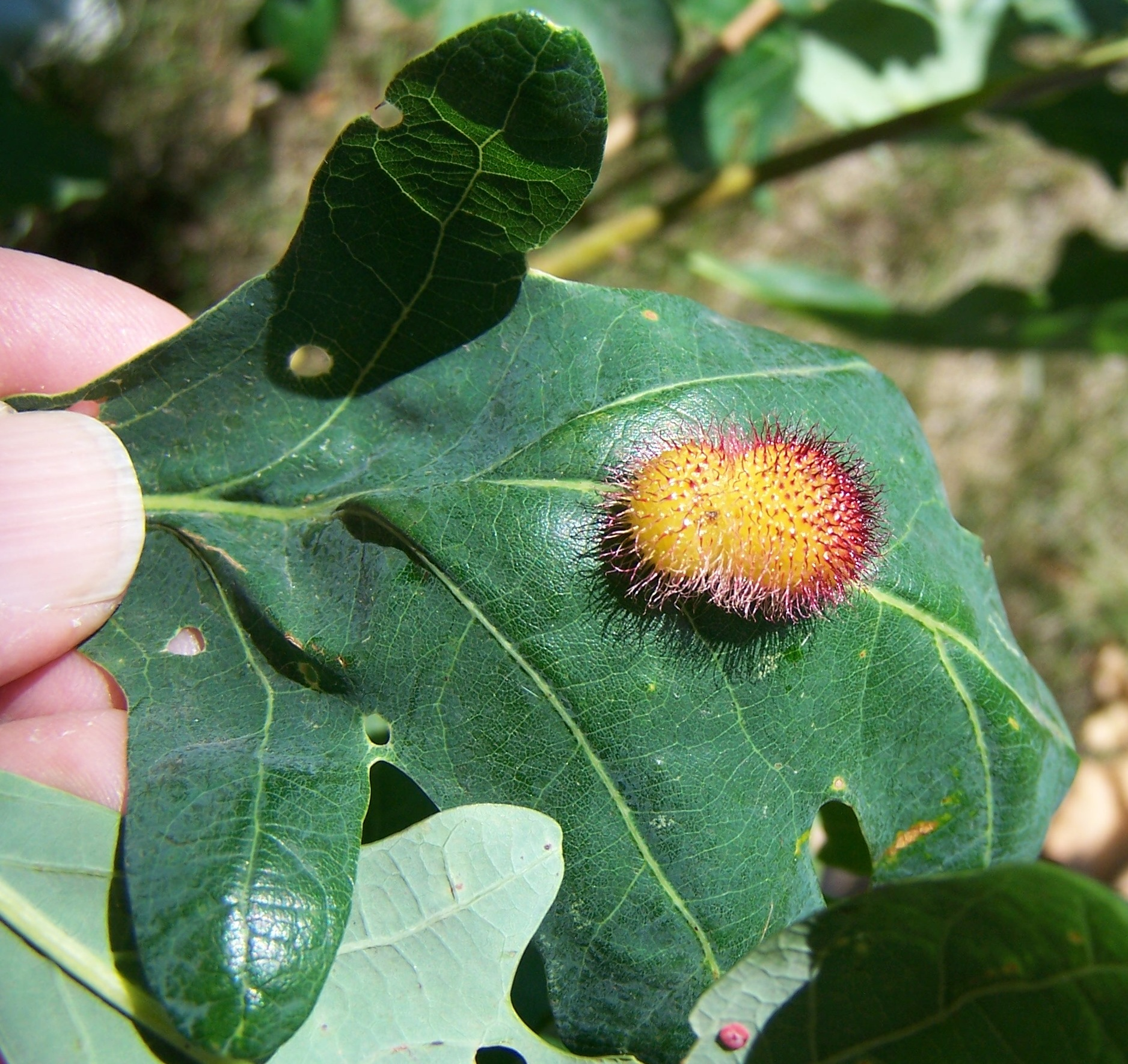
Gallbildning på trädets blad
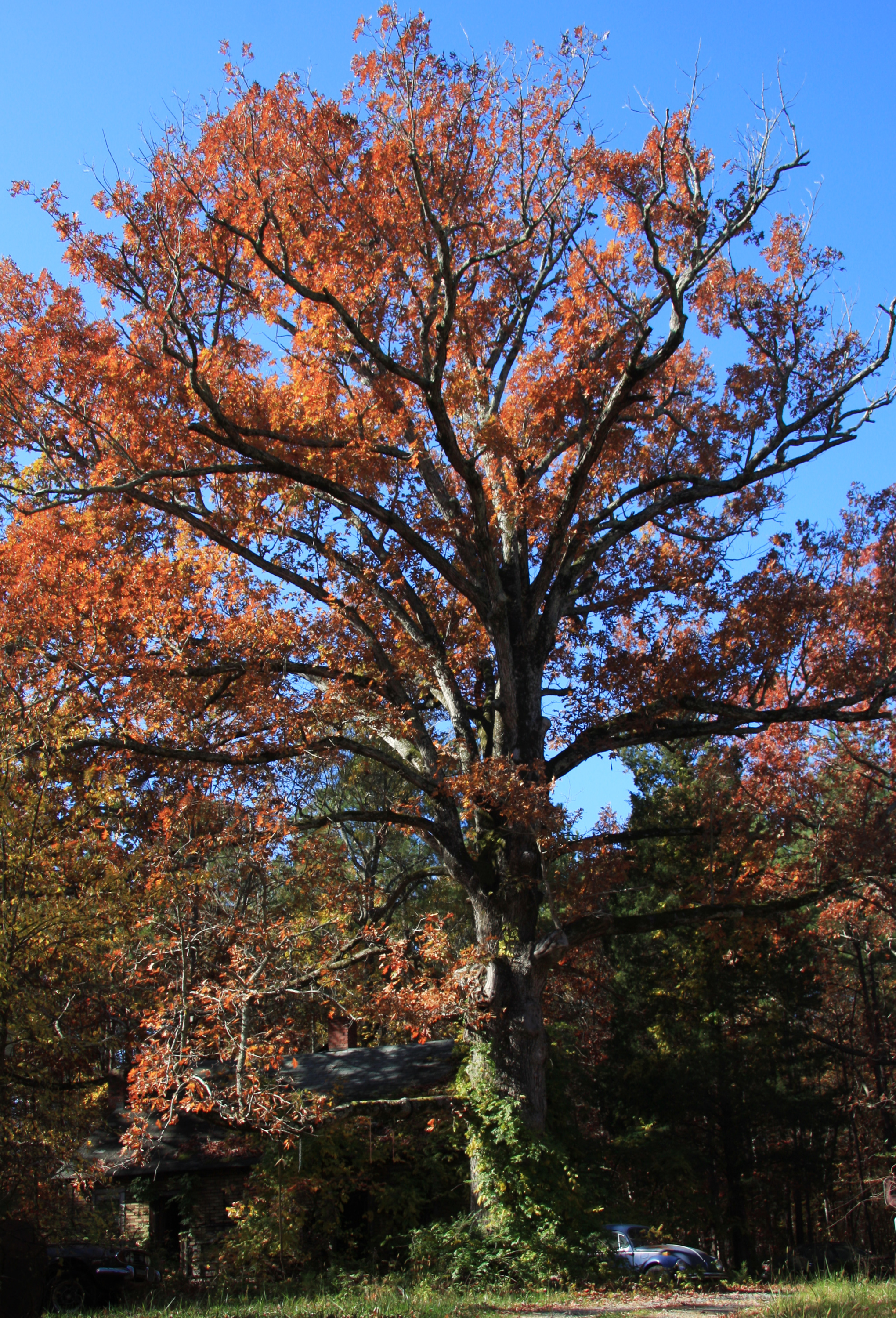